# The Transformers: More than Meets the Eye
The Transformers: More than Meets the Eye is een Amerikaanse Transformers-stripreeks geschreven door de Brit James Roberts, getekend door Alex Milne en uitgegeven door IDW Publishing. Het liep in totaal voor 57 albums van 2012 tot en met 2016. Er zijn ook acht extra albums verschenen: de verhalen Annual 2012, Dark Cybertron en Revolution. De reeks speelt zich af in Generation One van IDW Comics. Ondanks dat de reeks voorafgegaan wordt door 168 albums van 2005 tot 2011, staat de reeks op zichzelf en zijn er maar drie voorgaande albums (Chaos Theory: Part 1/2 en The Death of Optimus Prime) belangrijk voor het plot. De reeks diende als een goed instapmoment in Generation One en focust zich voornamelijk op nieuwe personages. Het wordt bestempeld als de start van Phase 2 van Generation One.
De 57 albums zijn tevens uitgegeven in tien volumes met harde cover. Vanaf december 2016 begon de vervolgreeks The Transformers: Lost Light, eveneens geschreven door James Roberts, maar met nieuwe tekenaars. Deze reeks liep voor 25 albums en focust zich meer op de menselijke kant van de Transformers.

## Plot
De oorlog tussen de Autobots en de Decepticons is na vier miljoen jaar voorbij. De Autobots hebben gewonnen. De zusterreeks Robots in Disguise speelt zich af op de planeet Cybertron na de oorlog, waar Bumblebee probeert een nieuwe regering op te bouwen. More than Meets the Eye speelt zich af op hetzelfde moment, maar draait rond Rodimus die samen met een tweehonderdtal andere Autobots de planeet verlaat met het ruimteschip de Lost Light om op zoek te gaan naar de mystieke Knights of Cybertron. Het schip blijkt vol te zitten met rare types. Velen zijn niet geïnteresseerd in de Knights, maar voelen zich niet meer thuis op Cybertron en hebben zin in ruimteavonturen.

## Albums
| 0 |             | Chaos Theory                                  | 20 juli – 10 augustus 2011          |  |  |
| Deze twee albums horen niet bij de reeks, maar horen wel gelezen te worden om de reeks te begrijpen. In een onverwachte wending geeft Megatron zich plots over en de Autobots willen hem voor een interplanetair gerechtshof brengen. In flashbacks is te zien hoe Megatron voor de oorlog een mijnwerker was. Hij vond het oneerlijk dat bepaalde Cybertroniërs op basis van hun uiterlijk verplicht werden om in mijnen te werken. Hij had tevens een verhandeling geschreven over de corruptie in het Senaat en vond dat er nood was aan een geweldloze revolutie. Later werd Megatron onterecht beschuldigd van een vechtpartij en werd gemarteld door de agent Whirl. De commandant Orion Pax (nu Optimus Prime geheten) kwam achter Megatrons onschuld en liet Whirl opsluiten. Whirl had echter vrienden uit het Senaat. Whirl werd bevrijd, het politiegebouw werd geplunderd en twee agenten overleefden het niet. Orion Pax wist Whirls vrienden te stoppen en ging vervolgens persoonlijk een klacht indienen bij het Senaat, maar werd daar niet gehoord. Zowel Orion Pax als Megatron beseften nu dat er meer nodig was dan een geweldloze revolutie. |             |                                               |                                     |  |  |
| 1 | 0           | The Death of Optimus Prime                    | 21 december 2011                    |  |  |
| De oorlog tussen de Autobots en de Decepticons is na vier miljoen jaar voorbij. De Autobots hebben gewonnen en zijn erin geslaagd met Vector Sigma Cybertron te doen herleven. Duizenden zogenaamde NAIL’s (Non-Aligned Indigenous Lifeforms, Cybertroniërs die noch Autobot noch Decepticon waren in de oorlog) komen vanuit alle hoeken van het universum aan op de herboren planeet en eisen hun plek op. De matrix van Optimus Prime is in twee gebroken en blijkt vanbinnen een sterrenkaart te zijn. Drift is ervan overtuigd dat de kaart naar Cyberutopia leidt, waar de mysterieuze Knights of Cybertron verblijven die tien miljoen jaar geleden een beschaving hebben opgebouwd op de planeet Cybertron en vervolgens zijn vertrokken. Vele Cybertroniërs denken dat het slechts een mythe is. Zowel de NAIL’s als de Decepticons willen niet geregeerd worden door Optimus Prime, dus hij besluit te vertrekken. Rodimus besluit met het schip de Lost Light de kaart te volgen. Bumblebee blijft achter op Cybertron om een democratie op te bouwen. |             |                                               |                                     |  |  |
| 2 | 1-3         | Liars, A to D                                 | 11 januari – 14 maart 2012          |  |  |
| Ruim tweehonderd Cybertroniërs willen mee met de Lost Light, onder meer Whirl, die enkele weken stiekem Cybertroniërs gemarteld heeft maar beweert dat ze al offline waren, Cyclonus, die Whirl betrapt, Chromedome, een neurochirurg die geheugens kan lezen, Rewind, een archivist, en Tailgate, die zes miljoen jaar vast zat in een put met verbrijzelde benen en de hele oorlog dus gemist heeft. Iemand komt te dicht tegen de kwantummotoren en het schip maakt hierdoor een kwantumsprong. Ze komen lichtjaren van Cybertron tot stilstand. Het schip is beschadigd geraakt en veertig man is over boord. Ze trekken erop uit om de overlevenden op te halen en vinden onderweg Skids, een impulsieve theoreticus met geheugenverlies. Er blijkt een sparketer aan boord te zitten die is vrijgekomen door de kwantumsprong. Uiteindelijk weet Rodimus het monster te vangen door hem tegen de kwantummotoren te duwen. Cyclonus legt de oorlog uit aan Tailgate, maar geeft een romantisch beeld van de Decepticons en Tailgate besluit een Decepticon te worden. Op Cybertron krijgen Bumblebee en Prowl een bericht uit de toekomst gericht aan Rodimus. Ze krijgen te horen dat de Lost Light absoluut niet mag vertrekken, ze Skids niet mogen meenemen en zeker niet naar Delphi mogen reizen. Het schip is echter al vertrokken en Rodimus kunnen ze niet meer bereiken… |             |                                               |                                     |  |  |
| 3 | 4           | Life After the Big Bang                       | 18 april 2012                       |  |  |
| Swerve en Ratchet krijgen een bericht uit Delphi. Het dodental is er de afgelopen zes maanden op mysterieuze wijze sterk toegenomen. Ratchet, Drift en Pipes reizen naar de planeet Messatine, waar het ziekenhuis Delphi zich bevindt niet ver van het strafkamp D.J.D. opgericht door Decepticons. Er blijkt een virus, de rode roest, uitgebroken te zijn in Delphi. De dokters First Aid, Ambulon en Pharma hebben hun handen vol. Ratchet voelt zich een waardeloze dokter doordat zijn handen stroef zijn geworden. Op het schip geeft Rewind Tailgate een geschiedenisles over de oorlog en Tailgate besluit zich alsnog bij de Autobots aan te sluiten. |             |                                               |                                     |  |  |
| 4 | 5           | How Ratchet Got His Hands Back                | 23 mei 2012                         |  |  |
| Ratchet komt erachter dat je enkel ziek wordt van de rode roest indien je transformeert. Pharma vermeed koste wat het kost zich te transformeren en Ratchet beseft dat Pharma verantwoordelijk is voor de uitbraak. Pharma vertelt dat het D.J.D. Delphi al jaren had kunnen vernietigen. De leider van het D.J.D. was echter verslaafd aan het verslijten van transformation cogs. Iedere Cybertroniër heeft zo een lichaamsdeel nodig om te transformeren. Pharma liet patiënten sterven en gaf hun cogs aan het D.J.D. In ruil bleef het ziekenhuis gespaard. Er moesten steeds meer cogs geleverd worden en Pharma had er genoeg van. Hij creëerde een virus waarvan iedereen zou sterven. Hij zou als enige overlevende overgeplaatst worden naar een ander ziekenhuis. Ratchet weet Pharma te besmetten met rode roest. Pharma blijkt een medicijn te hebben achtergehouden en hiermee kunnen ze iedereen genezen. Pharma wordt vermoord en Ratchet krijgt zijn handen. Ultra Magnus leert Tailgate over de code van de Autobots. Paragraaf 19.80.4 gaat over wat te doen in geval van gedachte-oorlogvoering (thought warfare). Tailgate herinnert zich de robots die achter Skids aanzaten toen ze hem vonden. Ze herhaalden steeds “19 80 4”. |             |                                               |                                     |  |  |
| 5 | 6           | Interiors                                     | 27 juni 2012                        |  |  |
| Fortress Maximus, een patiënt uit Delphi, gijzelt Rung en Whirl in het café van Swerve. Hij eist dat het schip terugkeert naar Cybertron zodat hij wraak kan nemen op Prowl. Maximus vocht tijdens de oorlog op Garrus-9 en werd gemarteld door de Decepticon Overlord, maar Prowl deed er drie jaar over om hulptroepen te sturen. Tijdens de gijzeling vertelt Whirl zijn levensverhaal. Swerve wordt gevraagd om Maximus neer te schieten, maar hij mist en raakt zo Rung. Het schip zit nu zonder psychiater. Red Alert ontdekt dat Overlord vastgeketend zit onder de kamer met kwantummotoren. |             |                                               |                                     |  |  |
| 6 | 7-8         | Scavengers                                    | 25 juli – 22 augustus 2012          |  |  |
| |             |                                               |                                     |  |  |
| 7 | Annual 2012 | Primus: You, Me and Other Revelations         | 12 september 2012                   |  |  |
| |             |                                               |                                     |  |  |
| 8 | 9-11        | Shadowplay                                    | 26 september – 21 november 2012     |  |  |
| |             |                                               |                                     |  |  |
| 9 | 12          | Before & After                                | 19 december 2012                    |  |  |
| |             |                                               |                                     |  |  |
| 10 | 13          | Cybertronian Homesick Blues / Signal to Noise | 6 februari 2013                     |  |  |
| |             |                                               |                                     |  |  |
| 11 | 14          | Remembrance Day                               | 6 maart 2013                        |  |  |
| |             |                                               |                                     |  |  |
| 12 | 15          | Under Cold Blue Stars                         | 20 maart 2013                       |  |  |
| |             |                                               |                                     |  |  |
| 13 | 16          | The Gloaming                                  | 24 april 2013                       |  |  |
| |             |                                               |                                     |  |  |
| 14 | 17-21       | Remain in Light                               | 29 mei – 25 september 2013          |  |  |
| |             |                                               |                                     |  |  |
| 15 | 22          | Little Victories                              | 16 oktober 2013                     |  |  |
| |             |                                               |                                     |  |  |
| 16 | o.m. 23-27  | Dark Cybertron                                | 6 november 2013 – 26 maart 2014     |  |  |
| Dit verhaal is een cross-over met The Transformers: Robots in Disguise en bestaat uit twaalf nummers. |             |                                               |                                     |  |  |
| 17 | 28-30       | World, Shut Your Mouth                        | 30 april – 25 juni 2014             |  |  |
| |             |                                               |                                     |  |  |
| 18 | 31          | Twenty Plus One                               | 9 juli 2014                         |  |  |
| |             |                                               |                                     |  |  |
| 19 | 32-33       | Slaughterhouse                                | 27 augustus – 17 september 2014     |  |  |
| |             |                                               |                                     |  |  |
| 20 | 34          | Births, Deaths and Interventions              | 29 oktober 2014                     |  |  |
| |             |                                               |                                     |  |  |
| 21 | 35-38       | Elegant Chaos                                 | 26 november 2014 – 4 maart 2015     |  |  |
| |             |                                               |                                     |  |  |
| 22 | 39          | The Permanent Revolution                      | 8 april 2015                        |  |  |
| |             |                                               |                                     |  |  |
| 23 | 40          | Our Steps Will Always Rhyme                   | 29 april 2015                       |  |  |
| |             |                                               |                                     |  |  |
| 24 | 41          | The Sensuous Frame                            | 27 mei 2015                         |  |  |
| |             |                                               |                                     |  |  |
| 25 | 42          | The Frail Gaze                                | 24 juni 2015                        |  |  |
| |             |                                               |                                     |  |  |
| 26 | 43          | The One Where They Go to Earth                | 29 juli 2015                        |  |  |
| |             |                                               |                                     |  |  |
| 27 | 44          | The Not Knowing                               | 2 september 2015                    |  |  |
| |             |                                               |                                     |  |  |
| 28 | 45          | Some Of My Best Friends Are Autobots          | 30 september 2015                   |  |  |
| |             |                                               |                                     |  |  |
| 29 | 46          | Animals                                       | 4 november 2015                     |  |  |
| |             |                                               |                                     |  |  |
| 30 | 47          | The Lopsided Triangle                         | 25 november 2015                    |  |  |
| |             |                                               |                                     |  |  |
| 31 | 48-49       | Speak, Memory                                 | 23 december 2015 – 10 februari 2016 |  |  |
| |             |                                               |                                     |  |  |
| 32 | 50-55       | The Dying of the Light                        | 9 maart – 27 juli 2016              |  |  |
| |             |                                               |                                     |  |  |
| 33 | 56          | Ten to Midnight                               | 17 augustus 2016                    |  |  |
| |             |                                               |                                     |  |  |
| 34 | 57          | Last Night                                    | 28 september 2016                   |  |  |
| |             |                                               |                                     |  |  |
| 35 | Revolution  | Nothing Will Ever Be the Same Again!          | 7 december 2016                     |  |  |
| |             |                                               |                                     |  |  |